# Kopani, Orihiv
Kopani (în ucraineană Копані) este o comună în raionul Orihiv, regiunea Zaporijjea, Ucraina, formată numai din satul de reședință.

## Demografie
Componența lingvistică a comunei Kopani
     Ucraineană (94,52%)
     Rusă (5%)
     Alte limbi (0,32%)
Conform recensământului din 2001, majoritatea populației comunei Kopani era vorbitoare de ucraineană (94,52%), existând în minoritate și vorbitori de rusă (5%).